# Лаборова
Ла́борова (рос. Лаборовая) — присілок у складі Приуральського району Ямало-Ненецького автономного округу Тюменської області, Росія. Входить до складу Білоярського сільського поселення.
Населення — 669 осіб (2010, 176 у 2002).
Національний склад станом на 2002 рік: ненці — 97 %.